# Chris Barrie
Chris Barrie rođen kao Christopher Jonathan Brown (Hannover, 28. ožujka 1960.), britanski glumac.
Pohađao je metodistički koledž u Belfastu, Sjeverna Irska. Nakon napuštanja sveučilišta u Brightonu, počinje TV karijeru. Počeo je kao glasovni oponašatelj u pjesmama grupe Frankie Goes to Hollywood. Kasnije je glumio različite uloge u seriji Spitting Image. Pojavljivao se u raznim serijama kao što su Mladi, Crna Guja, Brittasovo carstvo i Crveni patuljak. Osim toga pojavljivao se i u filmovima.
Strast su mu automobili i motocikli, o kojima je snimio nekoliko dokumentaraca.